# Barleeia unifasciata
Barleeia unifasciata är en snäckart. Barleeia unifasciata ingår i släktet Barleeia och familjen Barleeiidae. Inga underarter finns listade i Catalogue of Life.